# بياتريس من بروفانس

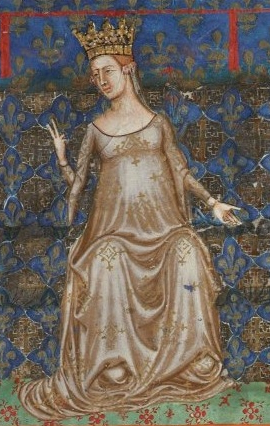
بياتريس

بياتريس من بروفنس (بالفرنسية: Béatrice de Provence)‏ (تقريبًا 1234 - 23 سبتمبر 1267 نوتشيرا إنفريوري)، كانت كونتيسة بروفنس الحاكمة. كما كانت الملكة القرينة لملك صقلية بزواجها من الملك شارل الأول من صقلية.
هي الابنة الصغرى لريمون بيرنغير الرابع كونت بروفانس وبياتريس من سافويا. تزوجت بياتريس في 31 يناير 1246 من شارل من فرنسا كونت أنجو وماين والشقيق الأصغر للملك لويس التاسع من فرنسا.
في عام 1248، رافقت زوجها في الحملة الصليبية السابعة وأنجبت طفلها الأول في نيقوسيا. في 1266، أصبح شارل ملكًا، مما جعلها ملكة صقلية.